# Jadwiga Mora-Mieszkowska
Jadwiga Mora-Mieszkowska (nazwisko konsp. Jadwiga Kulczyńska ps. „Staszka”, „Służka”; ur. 8 marca 1918 w Krakowie – zm. 11 listopada 2005 w Warszawie) – polska lekarka, prezes Towarzystwa Lekarskiego Warszawskiego, przez wiele lat związana z Akademią Medyczną w Gdańsku. W czasie II wojny światowej żołnierka ZWZ-AK, służyła w oddziale „Dysk”, w którym w czasie powstania warszawskiego dowodziła jedną z drużyn.
Żołnierz Krakowskiego Okręgu ZWZ-AK w zgrupowaniu mjr „Galicy” - Obwód Rabka. Przed wybuchem powstania warszawskiego zameldowana w Warszawie na ul. Hożej 64 w dzielnicy Śródmieście. Niedługo po przyjeździe z Krakowa do Warszawy Jadwiga Mora-Mieszkowska została przydzielona do oddziału dywersji i sabotażu kobiet „Dysk” w Kedywie Komendy Głównej Armii Krajowej, gdzie przeszła odpowiednie przeszkolenie saperskie i bakteriologiczno-toksyczne. Jako instruktorka szkoleniowa tego oddziału brała m.in. udział w rozpoznaniu obiektów przed akcjami Oddziałów Dyspozycyjnych Kedywu KG AK. Prowadziła również kursy w podziemnej szkole podchorążych i przez pewien czas pracowała w konspiracyjnym lokalu kontaktowym w cukierni Jadwigi Twarowskiej (kryptonim „Cukierenka”). Uzyskawszy stopień dowódcy 2. drużyny, wkrótce potem Mora-Mieszkowska objęła stanowisko zastępcy komendantki „Dysku”, kpt. Wandy Gertz „Leny”. Po powstaniu trafiła do niewoli niemieckiej. Jako jeniec Stalagu IV B Zeithain (numer jeniecki 299593), gdzie Mora-Mieszkowska pracowała jako sanitariuszka i pielęgniarka w obozowym oddziale wewnętrznym i gruźliczym. 
Okres tużpowojenny członkini powstańczego „Dysku” spędziła na studiach medycznych w Belgii i Poznaniu, a następnie w Gdańsku, gdzie przez wiele lat pracowała jako lekarz na Akademii Medycznej. Pełniła również funkcję prezesa Towarzystwa Lekarskiego Warszawskiego. 
Za swoje liczne zasługi podczas wojny i Powstania Jadwiga Mora-Mieszkowska została uhonorowana Krzyżem Walecznych, Krzyżem Armii Krajowej oraz Warszawskim Krzyżem Powstańczym.
Jadwiga Mora-Mieszkowska zmarła w wieku 87 lat w Warszawie.